# Едвалдо Ермоза
Едвалдо Ермоза (ісп. Edivaldo Hermoza, нар. 17 листопада 1985, Куяба) — болівійський футболіст, що грав на позиції нападника.

## Клубна кар'єра
Народився в Бразилії в родині бразильця і болівійки. Розпочав свою кар'єру в «Атлетіко Паранаенсі», підписавши контракт з клубом на п'ять років у серпні 2003 року. Дебютував у Серії А 18 серпня 2004 року в матчі проти «Фігейренсе», вийшовши на заміну. Так і не закріпившись в першій команді, Ермоза здавався в оренду до низки інших бразильських клубів, але ніде надовго не затримувався.
У липні 2008 року став гравцем португальського «Навала», провівши три сезони у Прімейрі, а потім ще один рік у другому португальському дивізіоні.
2012 року перейшов у таїладський «Муанг Тонг Юнайтед», з якого здавався ненадовго в оренду в японський «Сьонан Бельмаре», після чого повернувся в Португалію і в сезоні 2014/15 грав за «Морейренсі».
Влітку 2015 року Ермоза став гравцем болівійського «Хорхе Вільстермана», з яким виграв Клаусуру 2016, після чого перейшов у «Спорт Бойз Варнес».

## Виступи за збірну
Оскільки його мати є болівійкою, в квітні 2011 року Едвалдо отримав дзвінок від технічного директора національної збірної Болівії з пропозицію виступати за збірну цієї країни. Ермоза погодився і, оформивши всю документацію, дебютував за болівійців 5 червня 2011 року в товариському матчі з командою Парагваю (0:2). Через кілька тижнів він був включений тренером Густаво Кінтеросом у заявку на Кубок Америки 2011 року, де 1 липня в матчі з Аргентиною (1:1) він забив перший гол у збірній. Це був також загалом дебютний гол на цьому турнірі і єдиний для болівіїв, які не змогли вийти з групи.
Згодом він представляв свою країну в чотирьох кваліфікаційних матчах на чемпіонату світу 2014 року, але згодом перестав грати за збірну. Всього у формі головної команди країни зіграв 11 матчів і забив 1 гол.

## Статистика
| Збірна Болівії | Збірна Болівії | Збірна Болівії |
| Роки           | Ігри           | голи           |
| -------------- | -------------- | -------------- |
| 2011           | 8              | 1              |
| 2012           | 0              | 0              |
| 2013           | 3              | 0              |
| Усього         | 11             | 1              |

## Досягнення
- Чемпіон Таїланду (1): 2012
- Чемпіон Болівії (1): 2006-К,